# Adolf Fredrik Sätherberg
Adolf Fredrik Sätherberg, född 14 februari 1821 i Botkyrka församling, Stockholms län, död 6 april 1865 i Sankt Olofs församling, Östergötlands län, var en svensk pianotillverkare i Norrköping.

## Biografi
Sätherberg var son till bruksskrivaren Per Adolf Sätherberg och Brita Christina Naijström,. Mellan 1830 och 1832 bodde Sätherberg i Säter. År 1836 flyttade han till Stockholm. Han flyttade 1848 till Karlskrona och gifte sig där 1852 med Emma Christina Andersson. Sätherberg var pianotillverkare i Norrköping mellan 1854 och 1865.

## Priser
- Fick 1862 medalj på utställningen i London.

## Medarbetare
- Karl Edvin Mohn. Han var gesäll hos Sätherberg.
- 1849-1850 - Magnus Petersson (född 1821). Han var gesäll hos Sätherberg.
- 1849-1852 - August Hoffman (född 1827). Han var gesäll hos Sätherberg.
- 1849-1850 - Gustaf Fredrik Kronberg (född 1820). Han var gesäll hos Sätherberg.
- 1849-1850 - Johan Abrahamsson (född 1830). Han var lärling hos Sätherberg.
- 1850-1852 - Erik Håkansson (född 1833). Han var lärling hos Sätherberg.
- 1850-1852 - Per Alfred Svensson (född 1829). Han var gesäll hos Sätherberg.
- 1850-1852 - Johan Fredrik Ernst Bothé (född 1824). Han var gesäll hos Sätherberg.
- 1850-1854 - Frans Askan Svartz (född 1834). Han var lärling hos Sätherberg.
- 1851-1855 - Jonas Johansson (född 1818). Han var lärling hos Sätherberg.
- 1851 - Karl Gottfrid Wilhelm Sontag. Han var gesäll hos Sätherberg.
- 1852-1854 - Lars Gustaf Westen (född 1826). Han var gesäll hos Sätherberg.
- 1840-1849 - Carl Johan Johnsson (född 1823). Han var gesäll hos Sätherberg.
- Mathias Johansson. Han var gesäll hos Sätherberg.
- August Hartman. Han var gesäll hos Sätherberg.